# فريدريك ويست
فريدريك ويست (بالإنجليزية: Frederick Walter Stephen West )‏ (و. 1941 – 1995 م) هو قاتل متسلسل من إنجلترا، والمملكة المتحدة، توفي عن عمر يناهز 54 عاماً، بسبب شنق، واختناق.